# Nardia assamica
Nardia assamica là một loài rêu tản trong họ Jungermanniaceae. Loài này được (Mitt.) Amak. miêu tả khoa học lần đầu tiên năm 1963.